# Blitzingen
Blitzingen (toponimo tedesco) è una frazione di 74 abitanti del comune svizzero di Goms, nel Canton Vallese (distretto di Goms).

## Storia

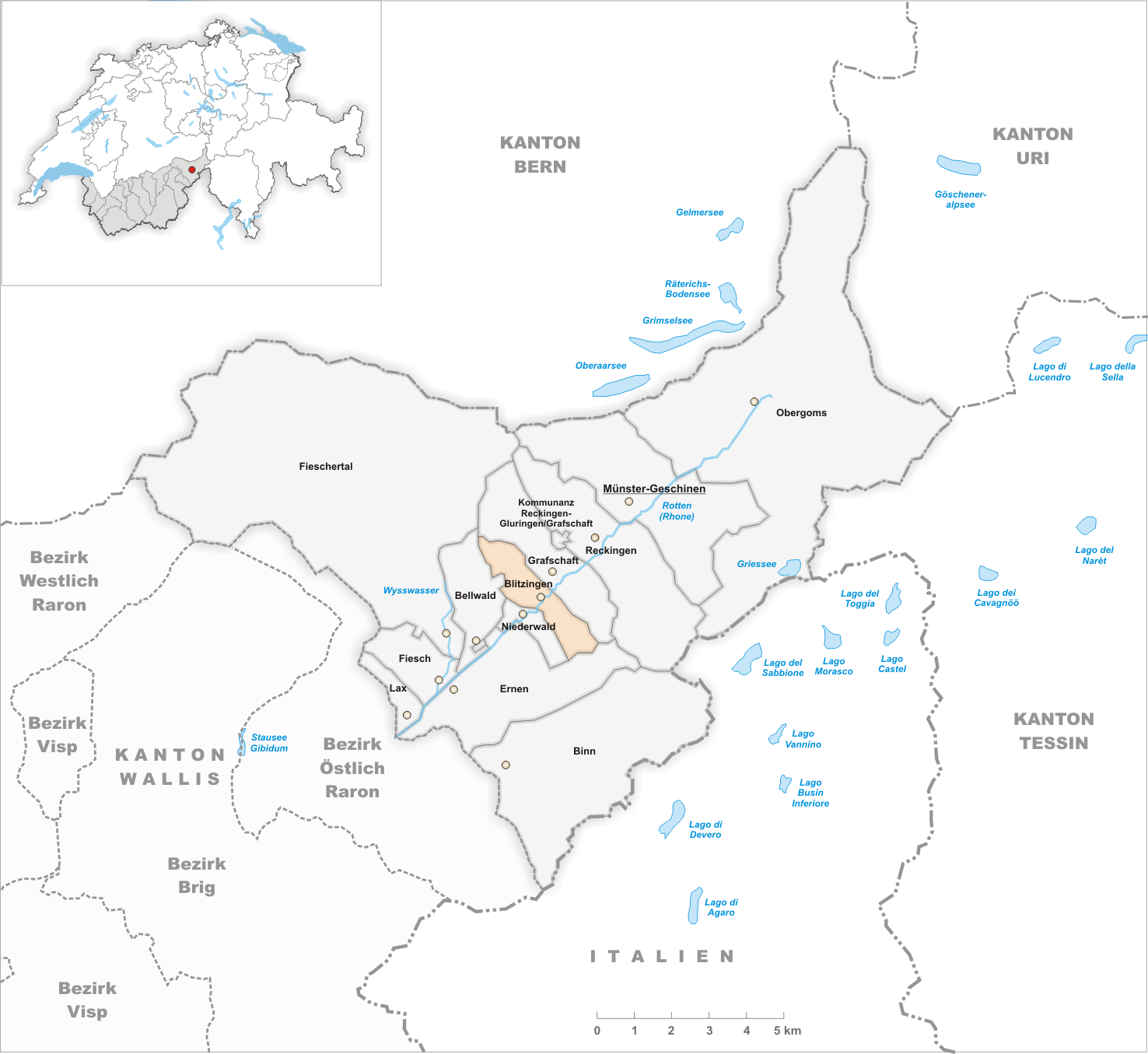
Il territorio del comune di Blitzingen prima degli accorpamenti comunali del 2017

Già comune autonomo istituito nel 1848 e che comprendeva anche le frazioni di Ammere, Bodme, Gadme e Wiler, nel 2017 è stato accorpato agli altri comuni soppressi di Grafschaft, Münster-Geschinen, Niederwald e Reckingen-Gluringen per formare il nuovo comune di Goms

## Società

### Evoluzione demografica
L'evoluzione demografica è riportata nella seguente tabella:
Abitanti censiti

## Amministrazione
Ogni famiglia originaria del luogo fa parte del cosiddetto comune patriziale e ha la responsabilità della manutenzione di ogni bene ricadente all'interno dei confini della frazione.